# 28º Reggimento "Pavia"
Il 28º Reggimento "Pavia" è un'unità pluriarma dell'Esercito Italiano addetta alle "comunicazioni operative", dipendente dalla  Brigata Informazioni Tattiche. È di stanza nelle caserme "Del Monte" e "Cialdini" a Pesaro.
Precedentemente impegnata nell'addestramento reclute, dal 2004 è stato riorganizzato con compiti di comunicazioni operative e guerra psicologica, che espleta attraverso il suo battaglione articolato su tre compagnie specializzate nella produzione di materiali stampa ed elettronici, televisivi e radiofonici e nella loro disseminazione.
Il Reggimento trae le sue origini dal 28º Reggimento fanteria della Brigata "Pavia", nato nel 1860, che nel corso degli anni e degli eventi combatté, con altri nomi e in organico a diversi reparti maggiori, la terza guerra di indipendenza, la guerra di Abissinia, la prima guerra mondiale e la seconda guerra mondiale, meritandosi un totale di due medaglie d'argento al valor militare, una medaglia d'oro al valor militare e una croce di cavaliere dell'Ordine militare d'Italia.

## Storia

### Le origini
Il 1º marzo 1860 si costituì, da reparti di unità militari preesistenti il 28º Reggimento fanteria della Brigata "Pavia", che formò con il 27º Reggimento fanteria la nuova Brigata da cui prese il nome, inquadrata nell'Armata Sarda.

### Nell'unità d'Italia

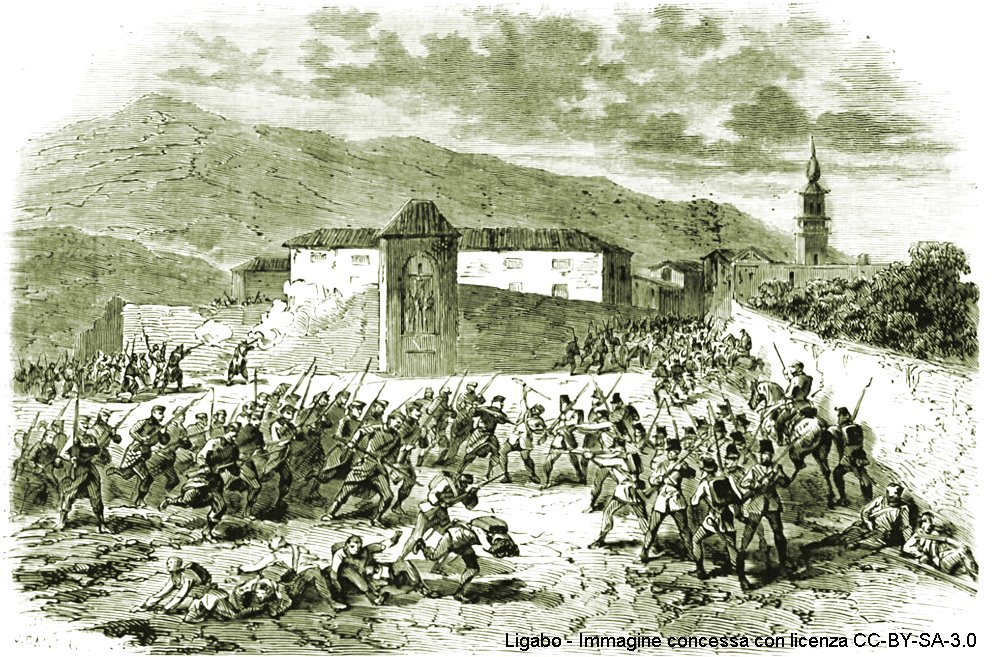
Battaglia di Levico

Il primo impiego del Reggimento non fu contro un nemico esterno ma interno del nuovo stato unitario: nel 1862 inviò il suo 4º battaglione in Campania e in Puglia per la repressione del brigantaggio. Partecipò poi insieme al suo gemello 27º alla terza guerra d'indipendenza e alla campagna del Trentino, inquadrato nella divisione del generale Giacomo Medici, dove nelle battaglie di Borgo e Levico caricò in ripetuti assalti alla baionetta gli austriaci costringendoli alla fuga; per il valore e il coraggio dimostrato per tali fatti d'arme venne insignito della medaglia d'oro al valor militare.
Nel 1870 il reggimento venne impiegato nelle operazioni che portarono alla presa di Roma. Cambiò denominazione nel 1871 in 28º Reggimento fanteria "Pavia", e nel 1881 in 28º Reggimento fanteria (Brigata Pavia). Durante il periodo delle guerre coloniali di fine 800 ed inizio 900 concorse alla mobilitazione di soldati ed ufficiali di alcuni reggimenti inviati in Libia (guerra italo-turca) nel 1911-1912, mentre in precedenza il 3º e il 4º battaglione, formati nel 1895 in Eritrea per l'omonima guerra, come altri da elementi del 28º, combatterono nella battaglia di Adua nel 1896.

### Nella prima guerra mondiale (1915-1918)
Ordinato su tre battaglioni, combatté nella prima guerra mondiale fin dall'inizio (maggio 1915) e, ancora con la Brigata "Pavia", fu fra i primi reparti a entrare a Gorizia nel 1916. Il 28º Reggimento venne decorato per il suo valore nei primi giorni di gennaio del 1917 con la medaglia d'argento al valor militare sul fronte di guerra dal re Vittorio Emanuele III. Il 28º oltre alla medaglia d'argento al valor militare meritò anche una citazione sui bollettini di guerra del Comando supremo. Al termine del conflitto, l'unità aveva avuto 73 ufficiali e 1.556 fanti caduti per la Patria. In totale i suoi membri vennero decorati con 3 medaglie d'oro al valor militare, 148 medaglie d'argento al valor militare e 248 medaglie di bronzo al valor militare.
Più nello specifico, il 20 luglio 1915 i fanti del 28º attaccarono le forze austro-ungariche sul Monte Podgora catturando duecento uomini e una mitragliatrice; una compagnia si spinse fino alla cima dell'altura, ma dovette ritirarsi su una nuova linea a causa del contrattacco nemico. La terza battaglia dell'Isonzo vide la Brigata "Pavia" impegnata, assieme ad altri reparti, nel tentativo di conquistare il monte Sabotino: iniziata l'azione il 21 ottobre, il III battaglione del 28º, unitamente a un battaglione del 33º e a un battaglione del 34º, riuscì a impossessarsi delle trincee di quota 609 solo all'imbrunire del giorno 23, venendo però obbligato nella notte a ritirarsi a quota 513. Dopo un periodo di riposo il II e III Battaglione del 28º trascorsero la quarta battaglia dell'Isonzo a Lucinico alle dipendenze della Brigata "Casale", mentre il I Battaglione e il resto della Brigata sostennero violenti sul Podgora. Una volta che l'intera Brigata si riunì a dicembre sul Podgora-Lucinico, il 22 del mese alcuni plotoni del III Battaglione del 28º portarono a termine un'audace impresa che li portò a impadronirsi di alcune trincee nemiche, ma, come già successo in precedenza, i contrattacchi avversari costrinsero i fanti italiani a ripiegare sulle posizioni di partenza.
Il nuovo anno iniziò per il 28º Reggimento e la Brigata "Pavia" con nuovi scontri sul Podgora protrattisi fino a giugno, quindi iniziò un periodo di riposo finalizzato a recuperare le forze in vista della sesta battaglia dell'Isonzo (4-17 agosto 1916), durante la quale la "Pavia" superò le difese austro-ungariche entrando per prima a Gorizia e proseguendo oltre: al 28º Reggimento venne assegnato l'abitato di Vertojba, preso il 9 agosto nonostante la forte resistenza offerta dalle truppe nemiche. Passata la settima battaglia dell'Isonzo senza azioni degne di rilievo, i due reggimenti della Brigata "Pavia" sostennero duri scontri nella successiva ottava battaglia dell'Isonzo, subendo ingenti perdite senza raggiungere risultati rilevanti.
Il 1917 trascorse invece in assoluta calma per la Brigata, ora assegnata nella zona di Caltrano-Calvene in seno alla 6ª Armata. Nell'ultimo anno di guerra, il 1918, lasciato l'altopiano di Asiago la "Piave" partecipò alla battaglia del solstizio (15-24 giugno) scatenata dagli austro-ungarici, garantendo a caro prezzo la difesa della linea Case Pasqualin-torrente Zensonato-Case Martini fino al 21 giugno, quando venne ritirata per riorganizzarsi fino al 23 luglio, giorno del ritorno in prima linea. L'ultima azione di guerra della Brigata fu la battaglia di Vittorio Veneto (24 ottobre-4 novembre).

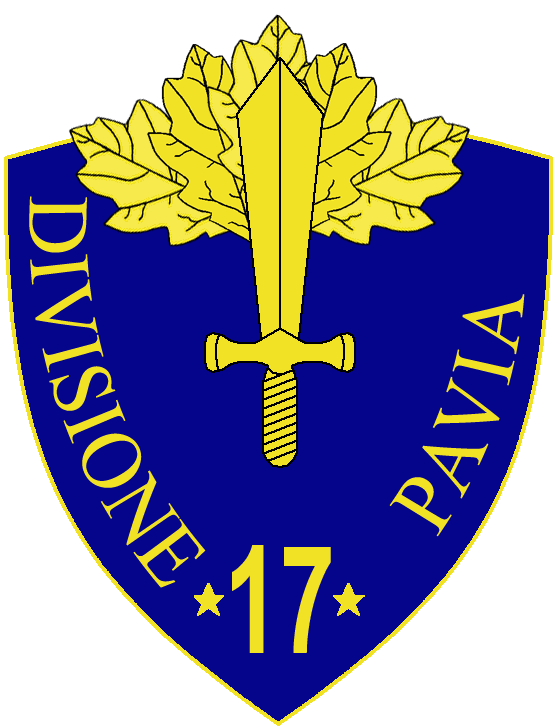
Scudetto della 17ª Divisione fanteria "Pavia"

### Periodo interbellico e seconda guerra mondiale
Con l'ordinamento del 1926 riprese il nome di 28º Reggimento fanteria "Pavia", e venne assegnato alla XVII Brigata di fanteria insieme al 27º e all'11º Reggimento fanteria "Casale". Per la guerra d'Etiopia del 1935-36 fornì truppe ed ufficiali ai reparti mobilitati. Nel 1939 entrò a far parte della Divisione di fanteria "Pavia" (17ª).
Nell'agosto 1939 il Reggimento venne destinato insieme al 27º e al 26º Reggimento di artiglieria "Pavia", tutti parte della 17ª Divisione fanteria "Pavia", in Tripolitania nella zona di Sabrata, dove si trovava il 10 giugno 1940, quando l'Italia abbandonò la non belligeranza entrando in guerra a fianco della Germania. L'unità era composta da Comando, Compagnia comando, tre battaglioni fucilieri, compagnia mortai da 81 e Batteria armi di accompagnamento da 65/17. La grande unità e il Reggimento combatterono in Africa settentrionale, dove si distinsero nella battaglia di Tobruch, ed è quindi inserita nel X Corpo d'armata; lì condivise la sorte della "Folgore" nella seconda battaglia di El Alamein, inserendo i suoi battaglioni nel dispositivo difensivo della Divisione paracadutisti. La Divisione "Pavia" e il 28º vennero sciolti nel novembre 1942 in Africa settentrionale per eventi bellici.
Il reggimento venne decorato con una medaglia d'argento al valor militare per il suo valore dimostrato nella campagna del Nordafrica (1941, Marmarica).

### Nel secondo dopoguerra
Ricostituito dopo la seconda guerra mondiale il 1º luglio 1958 a Pesaro come 28º Reggimento fanteria "Pavia", l'unità svolse compiti di addestramento reclute in sostituzione del preesistente 6º Centro addestramento reclute (CAR). Il 28º era articolato su tre battaglioni, uno sempre a Pesaro, uno a Fano nella caserma Paolini e uno a Falconara Marittima nella caserma Saracini (che sarà poi la sede dell'84º Reggimento "Venezia") più un distaccamento ad Ancona nella caserma Villarey.
Il 15 novembre 1975 in seguito alla ristrutturazione dell'Esercito il Reggimento venne sciolto dando però sempre vita a Pesaro al 28º Battaglione "Pavia" che ne ereditò la bandiera e le tradizioni. Questo fu il Battaglione addestrativo della Divisione meccanizzata "Folgore" fino al 1986, anno dello scioglimento della Divisione. Nell'ambito del nuovo ordinamento dell'Esercito, il 17 settembre 1991 il 28º battaglione si trasformò in via sperimentale in 28º Reggimento "Pavia".
Ceduto nel 1992 il 2º Battaglione, con sede a Fano, per la ricostituzione del 121º Reggimento fanteria "Macerata", dal 7 gennaio 1993 assunse la denominazione di 28º Reggimento "Pavia" con sede a Pesaro.

### Comunicazioni operative
Il reparto è stato convertito il 14 febbraio 2004 come unità pluriarma, addetta alle "comunicazioni operative" e "Psy Ops", dopo un processo di sviluppo iniziato nel 2002. In questa veste è stata impegnata nelle varie operazioni a cui ha partecipato l'Esercito Italiano in Patria e all'estero: dal 2004 al 2005 aliquote di personale inquadrate nella Task Force Psy-Ops hanno partecipato all'operazione Antica Babilonia in Iraq, dal 2005 alla missione ISAF in Afghanistan, dal 2006 alla missione KFOR in Kosovo, dal 2008 alla missione UNIFIL in Libano, mentre nel febbraio 2012 aliquote di personale e mezzi sono stati mobilitati per l'emergenza maltempo nel Montefeltro, nell'alto pesarese e in provincia di Ancona, in particolare a Urbino e Ancona stessa.
Il 28º Reggimento Comunicazioni Operative "Pavia" dal 1º settembre 2014 dipende direttamente dal Comando delle forze speciali dell'Esercito, per il supporto alle forze speciali italiane.

## Riepilogo genealogia e sedi
- 28º Reggimento fanteria (Brigata "Pavia") (Parma, Piacenza, Modena, Reggio Emilia, Napoli, Caserta, Rieti, 1860-1871) [1866 liberazione del Veneto; 1870 Unità d'Italia]
- 28º Reggimento fanteria "Pavia" (Padova, Nocera Inferiore, Siena, Livorno, Trapani, 1871-1881)
- 28º Reggimento fanteria (Brigata "Pavia") (Trapani, Piacenza, L'Aquila, Bologna, Treviso, Girgenti, Firenze, Ravenna, 1881-1926) [1915-1918 Podgora, Sabotino, Oslavia, Gorizia]
- 28º Reggimento fanteria "Pavia" (Ravenna, Tripolitania, 1926-1942) [1940-1942 Africa settentrionale]
- 28º Reggimento fanteria "Pavia" (Pesaro, 1958-1975)
- 28º Battaglione fanteria "Pavia" (CAR) (Pesaro e Fano, 1975-1991)
- 28º Reggimento fanteria "Pavia" (Pesaro, 1991-1993)
- 28º Reggimento "Pavia" (CAR) (Pesaro, 1993-2004)
- 28º Reggimento "Pavia" (Comunicazione operativa) (Pesaro, 2004 - oggi)

## Struttura
Il Reggimento è ordinato come segue:
- Comando su: Ufficio maggiorità e personale, Ufficio Operazioni Addestramento Informazioni e Studi, Ufficio Logistico, Ufficio amministrazione, Ufficio C4 e Comunicazioni mediatiche (unico del suo genere nelle FF.AA. italiane);
- Centro Pianificazione Analisi Formazione Comunicazioni Operative ordinato in: sezione Pianificazione e programmazione dei scenari attuali e potenziali, sezione Analisi dei gruppi obiettivo, sezione Concezione e sviluppo dei prodotti mediatici, sezione Test e verifica dei risultati e della corrispondenza degli effetti (focus group, questionari, interviste, etc.);
- Compagnia comando e supporto logistico;
- 1º Battaglione comunicazioni operative
  - Comando di battaglione
  - Compagnia stampa ed internet (per la produzione di leaflets, poster e piattaforme web, si avvale di macchine da stampa fisse e mobili shelterizzate di altissima tecnologia);
  - Compagnia TV-Radio (per la produzione audio-video "con capacità video monitoring" e radiofonica, dotata di unità regia TV e radiofoniche, di stazioni trasmittenti FM anche mobili);
  - Compagnia disseminazione (si occupa principalmente di instaurare contatti umani con la popolazione locale e mantenere i rapporti tra locali e le forze della coalizione e individuare i leader tramite la tecnica del face to face, ha inoltre in dotazione loudspeaker/altoparlanti sia portatili che installati su veicolo per effettuare una comunicazione di massa in tempi brevi).Da luglio 2019 è sede di Radio Esercito.

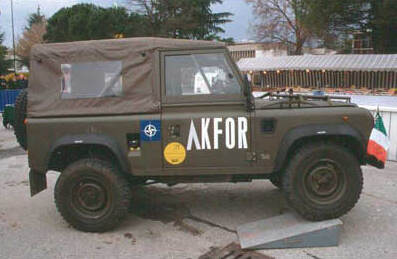
AR 90

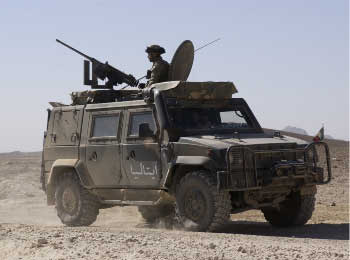
VTLM Lince

## Comandanti

### Comandante attuale
Col. Antonio Di Leonardo (07-10-2022)

### Comandanti del passato
Prima guerra mondiale
- Colonnello Luigi Forneris, 24 maggio - 27 agosto 1915;
- colonnello Pietro Ronchi, 16 settembre 1915 - 27 novembre 1916;
- tenente colonnello Riccardo Pistelli, 27 novembre 1916 - 7 giugno 1917;
- tenente colonnello Antonio Ferrari, 24 giugno - 5 settembre 1917;
- tenente colonnello Augusto Allois, 6 settembre 1917 - fine ostilità.

Seconda guerra mondiale
- Colonnello Fausto Pandolfini;
- colonnello Ernesto Vergano;
- colonnello Mario Re;
- colonnello Michele Ricciuti;
- colonnello Ulrico Torcia;
- colonnello Gregorio Vecchi;
- colonnello Giuseppe Vallerini;
- colonnello Leone Cerruti;
- colonnello Umberto Piscitelli;
- colonnello Roberto Mango.

## Descrizione araldica dello stemma

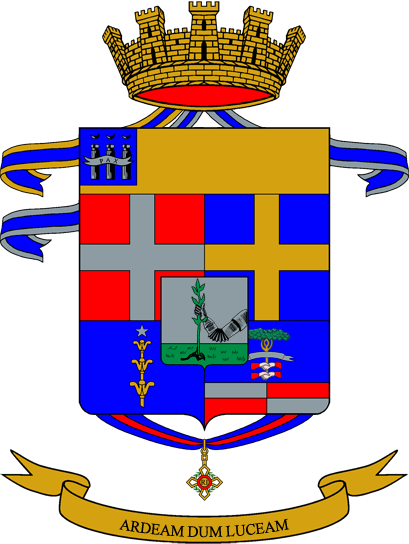

Lo stemma del Reggimento presenta uno scudo inquartato: 
- nel primo di rosso alla croce d'argento (Pavia, da cui il Reggimento prende nome);
- nel secondo d'azzurro alla croce d'oro (Parma, dove il reggimento ha avuto guarnigione per lungo tempo);
- nel terzo d'azzurro al silfio d'oro reciso e sormontato da una stella d'argento (Cirenaica);
- nel quarto d'azzurro all'albero al naturale movente da una pianura inquartata d'argento e di rosso ed attraversato da una lista d'argento con la parola "Fidelitas" in nero e da due fedi sovrapposte, di carnagione, manicate di rosso (Pesaro, dove il Reggimento si è ricostituito per trasformazione del 6º CAR);
- sul tutto uno scudetto d'argento al destrocherio armato in atto di piantare un virgulto di alloro in un solco praticato nella campagna al naturale.

Il tutto abbassato al capo d'oro con il quartier franco a indicare che la bandiera del Reggimento è decorata con la medaglia d'oro al valor militare conferita per la campagna del 1866, che è d'azzurro a tre colonne doriche al naturale cimate ciascuna da un montante d'argento e caricate da una lista pure d'argento, con la scritta "Pax" in caratteri di nero (Levico, la località dove si è svolto il combattimento).
Come ornamenti esteriori appaiono una corona turrita d'oro, sullo scudo, accompagnata sotto da nastri annodati nella corona, scendenti e svolazzanti in sbarra e in banda al lato dello scudo, rappresentativi delle ricompense al Valore. Nastro dai colori dell'Ordine militare d'Italia accollato alla punta dello scudo con l'insegna pendente al centro. Sotto lo scudo su lista bifida d'oro, svolazzante con la concavità rivolta verso l'alto, il motto Ardeam dum luceam.

## Insegne e simboli
Attuali
- Il Reggimento indossa il fregio delle Comunicazioni Operative composto da un cavallo sormontato da un gladio e una saetta incrociati.
- Le mostrine del Reggimento sono rettangolari con i colori storici verde con banda centrale rossa. A metà mostrina è rappresentata la testa di un cavallo. Alla base della mostrina si trova la stella argentata a 5 punte bordata di nero, simbolo delle forze armate italiane.

Storiche
- Il Reggimento indossava il fregio della fanteria composto da due fucili incrociati sormontati da una bomba con una fiamma dritta. Al centro nel tondino è riportato il numero "28".
- Le mostrine del Reggimento erano rettangolari di colore verde con banda centrale rossa. Alla base della mostrina si trova la stella argentata a 5 punte bordata di nero, simbolo delle forze armate italiane.

## Soprannome
I Verdi di Gorizia, questo il soprannome del Reggimento che trae origine dalle mostreggiature verdi solcate di rosso usate nel 1916 quando un distaccamento del 28º fu il primo reparto ad entrare nella città di Gorizia, al comando del sottotenente decorato con medaglia d'oro al valor militare Aurelio Baruzzi, conquistando la stazione ferroviaria ed issandovi il tricolore.

## Armi e mezzi in dotazione
Informazioni ricavate dalla pagina del 28º Reggimento "Pavia" nel sito dell'Esercito Italiano.
Armamento

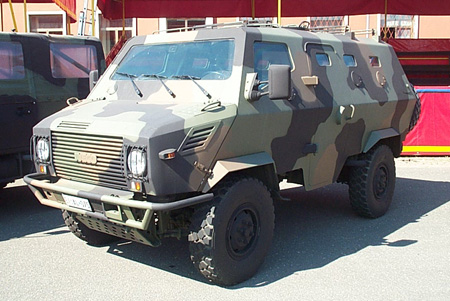
VM 90 Protetto

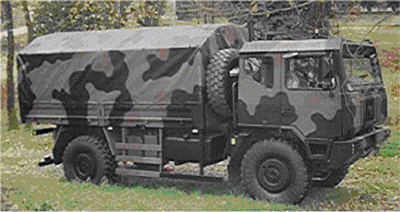
ACTL 4x4

- Pistola semi-automatica Beretta 92 FS cal.9
- Fucile d'assalto Beretta AR 70/90 cal. 5,56
- Fucile d'assalto Beretta ARX 160 cal.5.56
- Mitragliatrice leggera FN Minimi cal. 5,56
- Mitragliatrice Beretta MG 42/59 cal. 7,62 NATO
- Mitragliatrice pesante Browning cal. 12,7
- Bomba a mano OD 82/SE

Mezzi
- Land Rover AR 90
- VTLM Lince
- VM 90 Torpedo
- Iveco ACTL 4x4
- Gommone Zodiac

## Cinematografia
Il protagonista del film El Alamein - La linea del fuoco è inquadrato nel 28º Reggimento della Divisione "Pavia", e ne segue le sorti sia durante la battaglia, sia in occasione della successiva ritirata.